# Palaeorhiza rubrifrons
Palaeorhiza rubrifrons är en biart som beskrevs av Hirashima 1979. Palaeorhiza rubrifrons ingår i släktet Palaeorhiza och familjen korttungebin. Inga underarter finns listade i Catalogue of Life.